# Zamindar
Mit dem aus dem Persischen stammenden Wort Zamindar (Plural: Zamindars oder Zamindare, gelegentlich auch Zemindari; wörtlich „Landbesitzer“; Urdu: زمیندار) wurden ursprünglich in erster Linie Personen bezeichnet, die die Aufgabe hatten, für den jeweiligen Herrscher aus einer bestimmten Region die Steuern einzutreiben, um diese dann an ihn weiterzuleiten.

## Geschichte
Große Bedeutung hatte der Begriff im Mogulreich in Indien und später unter den Briten. Allmählich entwickelte sich die Praxis, das gesamte feudale System als „Zamindar-System“ zu bezeichnen. Zur Mogulzeit, aber auch während der britischen Kolonialherrschaft, wurde der Begriff Zamindar auch synonym für Großgrundbesitzer verwendet. Schließlich hat man den Begriff auch als Bezeichnung für freie Bauern benutzt.
Das indische „Zamindar-System“ wurde im Zusammenhang mit der Unabhängigkeit von Großbritannien im Jahr 1947 abgeschafft. Im ehemaligen Ostpakistan (heute Bangladesch), wo es nach dessen Abspaltung von Indien noch bis 1950 weiter existierte, wurde es nach der Gründung des Staates Bangladesch aufgelöst. In Pakistan lebt man nach wie vor in diesem System, vor allem im Sindh und Punjab: Im Sindh ist die Benennung heutzutage jedoch nicht Zamindar, sondern Wadara; im Punjab heißen die Zamindare Chaudhari oder Malik.